# Grindavíkurbær
Grindavíkurbær est une municipalité du sud-ouest de l'Islande, dans la Reykjanesskagi. Son chef-lieu est la ville de Grindavík sur le littoral sud de la péninsule.

## Géographie
Grindavíkurbær est située dans le sud-ouest de l'Islande, sur le littoral sud de la Reykjanesskagi. Son chef-lieu est seule localité est Grindavík dans le sud-ouest du territoire municipal mais d'autres lieux-dits et fermes se trouvent principalement le long du littoral atlantique.
La municipalité comprend les sources chaudes de Hveravellir au Reykjanes, le complexe thermal du Blue Lagoon et la centrale géothermique de Svartsengi, la Fagradalsfjall et ses cratères et coulées de lave récents de 2021 et 2022, les fissures volcaniques de Trölladyngja et les lacs de Spákonuvatn, Djúpavatn et Grænavatn à ses pieds, le Kleifarvatn et les Brennisteinsfjöll. L'exclave de la municipalité de Hafnarfjarðarkaupstaður se trouve enclavée dans l'est de la municipalité, ouverte sur l'océan Atlantique, autour de Krýsuvík.

### Localités limitrophes
| Reykjanesbær     | Vogar            | Hafnarfjarðarkaupstaður |
|                  | Grindavík        | Þorlákshöfn             |
| Océan Atlantique | Océan Atlantique | Océan Atlantique        |

## Histoire
En 2021 et 2022, la Fagradalsfjall entre en éruption dans le nord-est du territoire communal et celle de 2023 se déclare dans la municipalité de Vogar, juste au sud du Keilir. En décembre 2023 et en janvier 2024, le Svartsengi entre en éruption dans le centre de la municipalité à quelques centaines de mètres au nord de la ville de Grindavík.

## Jumelages
Grindavíkurbær est jumelée avec :
- Jonzac (France) depuis 1998
- Penistone (Royaume-Uni) depuis 1986
- Piteå (Suède) depuis 1978
- Rovaniemi (Finlande) depuis 1982
- Ílhavo (Portugal) depuis le 25 août 2002